# La Chienne
Pour plus de détails, voir Fiche technique et Distribution.
La Chienne est un film français réalisé par Jean Renoir, sorti en 1931, adapté du roman éponyme de Georges de La Fouchardière.

## Synopsis
Employé effacé et peintre amateur, marié à une femme qui le déteste, Maurice Legrand tombe éperdument amoureux de Lulu, qu'il rencontre à Montmartre. Celle-ci est sous la protection de Dédé, un petit souteneur dont elle est le gagne-pain. Celui-ci la pousse à avoir une relation avec Legrand, qui en vient à l'entretenir. Dédé, toujours en manque d'argent commence à vendre les toiles de Legrand, faisant croire qu'elles sont peintes par Lulu. Cette dernière va abuser de la crédulité de Legrand et le pousser au meurtre.

## Fiche technique
- Titre : La Chienne
- Réalisation : Jean Renoir
- Assistants-réalisateurs Pierre Prévert, Pierre Schwab ; Claude Heymann (préparation)
- Scénario : Jean Renoir et André Girard, d'après le roman éponyme de Georges de La Fouchardière et André Mouëzy-Éon
- Dialogues : Jean Renoir
- Photographie : Theodor Sparkuhl ;
- Cadreur : Roger Hubert
- Montage : Paul Fejos et Denise Batcheff-Tual (initial) ; Marguerite Renoir et Jean Renoir (définitif)
- Musique : Sois bonne ô ma belle inconnue, chanson d'Eugénie Buffet ; Sérénade d'Enrico Toselli ; Malbrough s'en va-t'en guerre, chanté par Michel Simon
- Directeur artistique : Marcel Courmes
- Décors : Gabriel Scognamillo
- Son : Marcel Courmes, Joseph de Bretagne ; conseillers pour le son : Hotchkiss et Bell sur système sonore Western-Electric
- Sociétés de production : Les Films Jean Renoir, Les Établissements Braunberger-Richebé ; commanditaire : Marcel Monteux
- Sociétés de distribution : Les Établissements Braunberger-Richebé, Europa-Film (C.S.C)
- Pays de production :  France
- Métrage : (3 000 mètres)
- Format : Noir et blanc — 35 mm — 1,37:1 — Son : Mono
- Genre : Film dramatique
- Durée : 91 minutes (1 h 31)
- Dates de sortie : 
  - France : 20 novembre 1931, au cinéma Le Colisée à Paris

## Distribution
- Michel Simon : Maurice Legrand
- Janie Marèse : Lucienne Pelletier dite « Lulu »
- Georges Flamant : André Joguin dit « Dédé »
- Magdeleine Bérubet : Adèle Legrand
- Roger Gaillard : l'adjudant Alexis Godard
- Jean Gehret : M. Dugodet
- Alexandre Rignault : Hector Langelarde, le critique d'art
- Romain Bouquet : M. Henriot, le patron de la bonneterie
- Max Dalban : Bernard, le collègue de M. Legrand
- Henri Guisol : Amédée, le garçon de café
- Jane Pierson : Philomène, la concierge
- Christian Argentin : M. Desrumaux, le juge d'instruction
- Sylvain Itkine : l'avocat de Dédé
- Marcel Courmes : le colonel
- Colette Borelli : Lily, l'amie de Lucienne
- Agnès Capri
- Lucien Mancini : Wallstein, le marchand de tableaux
- Pierre Desty : Gustave, le copain de Dédé
- Marthe Doryans : Yvonne
- Ghislaine Auboin
- Olga Nilza
- Claude Allain

## Citation
« Je voulais faire La Chienne pour des tas de raisons : j'adore, j'aime beaucoup, je suis assez passionné par les femmes que l'on rencontre dans les rues de Paris… Il se trouve que dans le roman de La Fouchardière la fille est une prostituée. Mon dieu c'est un métier comme un autre… Une autre raison me poussait très fort : mon admiration pour Michel Simon. C'est un très grand acteur et je pensais que La Chienne lui permettrait d'atteindre certains sommets. Il les a atteints. »

— Jean Renoir, Propos enregistrés pour la télévision, « Jean Renoir, entretiens et propos », numéro spécial des Cahiers du Cinéma, 1979

## Autour du film
- Le tournage a lieu à l'été 1931 aux studios de Billancourt et en extérieurs à Montmartre (place Émile-Goudeau et alentours), avenue Matignon et Nogent-sur-Marne.
- L'actrice principale, Janie Marèse, préférée à la compagne d'alors du cinéaste (Catherine Hessling) meurt quelques jours après la fin des prises de vues dans un accident automobile, le véhicule étant conduit par Georges Flamant, également acteur principal dans le film[1].
- Le film fait l'objet d'un remake américain : La Rue rouge (Scarlet Street), réalisé par Fritz Lang, sorti en 1945, avec Edward G. Robinson[2].